# Elachiptera agricola
Elachiptera agricola is een vliegensoort uit de familie van de halmvliegen (Chloropidae). De wetenschappelijke naam van de soort is voor het eerst geldig gepubliceerd in 1998 door Beschovsky & Kristeva.